# Илитон
Илито́н, также лито́н (греч. Έιλητόν — букв. «обвёртка»), в православной церкви — шёлковый или льняной плат тёмно-красного или бордового цвета, используемый для завёртывания Антиминса.
Он напоминает верующим суда́рь (плат), которым была обвита голова Иисуса Христа во гробе (Ин. 20:7).
Антиминс, завёрнутый в илитон, который должен быть больше его размером, хранится на Престоле под Евангелием. В богослужебное время илитон разворачивается только для совершения Литургии. Разворачивание илитона и антиминса происходит во время Литургии оглашенных на сугубой ектении после прошения о Патриархе и правящем архиерее. И при входе епископа в храм, для того, чтобы он поцеловал антиминс.
Вместе с антиминсом в илитон заворачивается губка для собирания частиц Святых Даров, называемая антиминсной.
У старообрядцев илитону соответствует плат, который они называют литоном, однако он участвует в богослужении самостоятельно, антиминс в него не заворачивается.
В латинской традиции (как у католиков, так и протестантов), илитону соответствует корпорал (лат. corporale).